# Aurore Sellier
Pour les articles homonymes, voir Sellier.
Aurore Sellier, est une actrice française, d'origine vosgienne. 

## Biographie

### Famille et enfance
Aurore Sellier naît et grandit dans les Vosges. Elle suit des études d'esthéticienne et  exerce cette profession à ses débuts. Passionnée par le métier de comédienne, elle prend des cours d'art dramatique au conservatoire d'art dramatique de Créteil en 2014 et se perfectionne au Laboratoire de l'acteur jusqu'en 2017,,. 

### Carrière
Aurore Sellier débute avec une web-série The Dream Catcher. Elle commence le métier de comédienne avec la série Guépardes. En 2021, elle raconte sa vie dans une pièce de théâtre Tu verras quand tu seras grande qu'elle joue sur scène,. Elle joue également dans le Berceau des ombres.

## Filmographie

### Cinéma

#### Longs métrages
- Triste secret (2014). Prostituée de 1945 / Réalisé par Serge Schleiffer
- Le Mort de la cour d’or (2015) Rôle d’Esther Brisson / Réalisé par Patrick Basso

#### Courts et moyens métrages
- Le Temps souffle les années (2014) Rôle principal / Réalisé par Mediafish
- Garance (2014). Rôle principal / Réalisé par Jean Christophe Hadama
- IN:SIGHT (2015) Rôle principal Lisbeth et Evy / Réalisé par Lola Rossi
- Solidus (2016) Rôle principal / Réalisé par Patrick Basso
- Lendemains funèbres (2017) Rôle de Betty / Réalisé par Ambroise Michel
- On s'est fait doubler ! (2017) Role de la fliquette gentille / Réalisé par Nicolas Ramade
- Le Quai des égarés (2018) Rôle principal Gloria / Réalisé par Clément Sanchez
- Les Yeux dans l’eau (2021) Rôle de Sophie / Réalisé par Olivier Rodriguez

### Télévision
- Profilage (2015). Rôle de Lou-Anne. Épisode « Impardonnable ». Réalisé par Vincent Jamain
- À votre service (2016) Saison 3 Épisode « l'Homme puma » / Réalisé par Florian Hessique
- Moselle Celtique (2016) Docu fiction / Rôle principal / Réalisé par Patrick Basso
- Images / Kabo family
- Commissariat central (2017) Épisode « Dans les yeux » / Réalisé par Jean-Michel Ben Soussan
- Guépardes (2018) Rôle de Maeva / Réalisé par Doria Achour et Sylvain Cattenoy[9]
- Malbrouck s’en va-t-en guerre (2019) Réalisé par Patrick Basso
- Lift (2019) Série TV Belge / Yragael Gautier
- Scènes de ménages (2019) Rôle de Clara récurrent[10]

## Théâtre
- La Planète des Alphas (2016 / 2017) Tournée de 35 dates en Suisse
- La Planète des Alphas (2018 / 2019) Tournée de 45 dates en France
- Tu verras quand tu seras grande[11]